# Tramposo
"Tramposo" es una historia de Orson Scott Card ambientada en el universo de la Saga de Ender. Cuenta la historia de como "Hot Soup" Han Tzu entra la Escuela de Batalla. Aparece por primera vez en la Web de Orson Scott Card InterGalactic Medicine Show.

## Argumento
"Tramposo" es la historia de Han Tzu cuando era niño.  Han Tzu nació en Nanyang, China y era descendiente de Yuan Shikai, un gran general chino.  Desde pronta edad, el padre de Han Tzur jugaba con el cada día. Deseaba que se convirtiera eun gran general y brindase gloria a China. Cuando era un poco mayor, sus tutores comenzaron a venir a su casa para jugar con él. Después de un tiempo, Han Tzu descubre que los juegos le están realmente preparando para el "test". Un día, su tutor empieza a enseñarle juegos de una lista que su padre le había proporcionado. Cuando los exminadores de la Flota Internacional le muestra el test, Han Tzu cree que su padre estaba haciendo trampa.  Han Tzu no pretende ser el mejor, por lo que contesta todas las preguntas mal. Al día siguiente, vuelven y arrestan al padre de Han Tzu por hacer trampas pero deciden examinar de nuevo a Han Tzu y descubren que realmente es tan listo como parecía y lo mandan a la Escuela de Batalla.

## Personajes
- Han Tzu
- Padre de Han Tzu - sin nombre
- Madre Han Tzu - sin nombre
- Tutores - casi todos sin nombre
- Wei Dun-nuan - tutor de idiomas
- Shen Guo-rong - tutor testador
- Chicos con los que juega - sin nombre
- Chicas con las que juega - sin nombre
- Mu-ren - cocinera
- Pei-Tian - chofer del padre
- Testadores de la Flota Internacional - sin nombre
- Soldier - sin nombre
- Jaime Rodríguez Calderón "El Bronco"

## Audio
Además de la versión escrita, la historia esta también disponible en la webI InterGalactic Medicine Show como una descarga de audio.  La historia fue leída por Orson Scott Card en persona.

## Publicación
"Tramposo" fue publicado en octubre de 2006 en Intergalactic Medicine Show.  También aparece en la antología Orson Scott Card's InterGalactic Medicine Show.